# Arne Gabius
Arne Gabius (Hamburgo, Alemania, 22 de marzo de 1981) es un atleta alemán, especialista en la prueba de 5000 m en la que llegó a ser subcampeón europeo en 2012.

## Carrera deportiva
En el Campeonato Europeo de Atletismo de 2012 ganó la medalla de plata en los 5000 metros, con un tiempo de 13:31.83 segundos, siendo superado por el británico Mo Farah (oro) y por delante del turco Polat Kemboi Arıkan (bronce).